# 에일리어니스트
《에일리어니스트》(영어: The Alienist)는 칼렙 카의 소설 《이스트사이드의 남자》를 원작으로 하는 미국의 시대극 드라마이다. 10부작으로 구성된 이 드라마는 2018년 1월 22일 공식 방영되기 이전인 1월 21일에 맛보기 영상이 처음 방영되었고, 2018년 3월 26일에 마지막 에피소드가 방영됐다. 다니엘 브륄, 루크 에번스, 다코타 패닝은 거리의 아이들을 살해하는 연쇄살인마를 조사하기 위해 1890년대 뉴욕시에서 모인 특별 임무 조사팀 역으로 출연한다. 드라마는 1895년에서 1897년까지 뉴욕 경찰국장이던 시어도어 루스벨트 같은 역사적 실제 인물들을 등장 인물로 포함시켜 픽션적 요소와 사실적 요소를 혼합했다.

## 시놉시스
드라마는 뉴욕시에서 소년 남창들의 연쇄살인이 벌어졌던 1896년을 배경으로 한다. 새롭게 부임한 경찰국장 테디 루스벨트는 범죄심리학자 라슬로 크라이슬러 박사와 신문사 삽화가 존 무어에게 비밀리에 사건을 수사해 달라고 요청을 한다. 사건 조사에 동참한 이들에는 뉴욕 경찰국의 수사관들인 유대인 쌍둥이 형제 마커스, 루시우스 아이작슨 뿐만 아니라 경찰청장의 고집센 비서 세라 하워드도 참여한다.
오프닝 타이틀:
| “ | 19세기 정신 질환을 앓는 이들은 인간의 진정한 본성을 잃은 것으로 여겨졌으며, 이들을 연구하는 정신 의학자를 에일리어니스트라 불렀다. | ” |

## 출연

### 주연
- 다니엘 브륄 - 라슬로 크라이슬러 박사[5]
- 루크 에번스 - 존 무어[5]
- 브라이언 게러티 - 시어도어 루스벨트[6]
- 로버트 레이 위즈덤 - 사이러스 몬트로스[7]
- 더글러스 스미스 - 마커스 아이작슨[8]
- 매슈 시어 - 루시우스 아이작슨[9]
- 코리안카 킬처 - 메리 팔머[7]
- 매슈 린츠 - 스티비 태거릿[10]
- 다코타 패닝 - 세라 하워드[11]

### 조연
- 안토니오 마그로 (Antonio Magro) - 폴 켈리[12]
- 데이비드 윌멋 - 코너 경감[13]
- 잭슨 갠 (Jackson Gann) - 조지프[14]
- 테드 러바인 - 토머스 F. 번스[8]
- 에마누엘라 포스타키니 (Emanuela Postacchini) - 플로라[15]

## 제작

### 기획
2015년 4월 데일리 할리우드는 파라마운트 텔레비전이 어나니머스 컨텐트와 함께 협력하여 이스트사이드의 사내를 드라마로 각색할 것이라고 보도했다. 파라마운트 역시도 오스카 수상작 《포레스트 검프》의 각본가 에릭 로스가 각본과 책임 프로듀서를 맡은 호세인 아미니처럼 이 드라마에 책임 프로듀서 직을 맡았다고 밝혔다. 또한 《트루 디텍티브》의 연출가 캐리 후쿠나가가 모든 방영분을 연출하고 책임 프로듀서 자리를 수행할 것이라고 알렸다.
2015년 5월, 버라이어티는 TNT가 에피소드 당 5백만 달러의 제작비로 제작하기로 계약했다고 보도했다. 2015년 7월, 각본가 및 연출가 존 세일즈는 자신이 에일리어니스트 제작팀에 각본가로서 합류한다고 본인의 블로그에 알렸다. 2015년 7월 21일, 케일럽 카는 드라마 제작팀에 컨설팅 프로듀서로서 참여 중이라고 발표했다.
2016년 9월, 연출가 야코프 페르브뤼헌가 스케줄 문제가 있던 후쿠나가를 대신했지만, 후쿠나가는 책임 프로듀서 직은 유지했다.

### 캐스팅
2016년 11월 8일, 데드라인 헐리우드는 다니엘 브륄이 라슬로 크라이슬러 박사 역에, 루크 에번스가 존 무어 역에 캐스팅 되었다고 보도했다. 데드라인 헐리우드는 2017년 1월 14일에 다코타 패닝이 세라 하워드 역으로 캐스팅됐다고 알렸다. 2017년 2월 8일, 로버트 위즈덤이 사이러스 몬트로스 역으로, 코리안카 킬처가 메리 팔머 역으로 캐스팅됐다고 보도했다. 데드라인 헐리우드는 2017년 2월 15일에 매슈 린츠가 스티비 태거릿 역으로 캐스팅 됐다고 알렸다. 2017년 2월 17일, 매슈 시어가 루시우스 아이작슨 역으로 캐스팅되어 합류한다고 보도됐다. 데드라인 헐리우드는 2017년 2월 28일에 더글러스 스미스가 마커스 아이작슨 역으로, 테드 러바인이 토머스 F. 번스 역으로 캐스팅 됐다고 알렸다. 2017년 3월 17일에 플로라 역으로 에마누엘라 포스타키니가 캐스킹 됐다고 보도됐다. 2017년 4월 19일, 데드라인 헐리우드는 브라이언 게러티가 시어도어 루스벨트 역으로 캐스팅됐다고 알렸다.

## 에피소드
| 번호 | 제목                  | 감독              | 작가                                         | 본 방송 날짜    | 제작 번호 | 미국 시청자 수 (100만) |
| ---- | --------------------- | ----------------- | -------------------------------------------- | --------------- | --------- | ---------------------- |
| 1    | "다리 위의 소년"      | 야코프 베르브뤼헌 | 호세인 아미니                                | 2018년 1월 21일 | 101       | 0.88                   |
| 2    | "유익한 협력 관계"    | 야코프 베르브뤼헌 | 호세인 아미니 , E. 맥스 프라이               | 2018년 1월 29일 | 102       | 1.93                   |
| 3    | "은빛 미소"           | 야코프 베르브뤼헌 | 지나 지온프리도                              | 2018년 2월 5일  | 103       | 1.64                   |
| 4    | "잔혹한 생각"         | 제임스 호스       | 지나 지온프리도, 케리 조지 후쿠나가          | 2018년 2월 12일 | 104       | 1.68                   |
| 5    | "힐데브란트 찌르레기" | 제임스 호스       | E. 맥스 프라이                               | 2018년 2월 19일 | 105       | 1.59                   |
| 6    | "예수 승천 대축일"    | 파코 카베사스     | E. 맥스 프라이                               | 2018년 2월 26일 | 106       | 1.73                   |
| 7    | "성스러운 자들"       | 파코 카베사스     | 존 세일스                                    | 2018년 3월 5일  | 107       | 1.65                   |
| 8    | "성적 정신변질"       | 데이비드 페트라카 | 존 세일스                                    | 2018년 3월 12일 | 108       | 1.80                   |
| 9    | "진혼곡"              | 제이미 페인       | 호세인 아미니                                | 2018년 3월 19일 | 109       | 1.71                   |
| 10   | "하늘 위의 성"        | 제이미 페인       | 케리 조지 후쿠나가 & 존 세일스 & 체이스 팔머 | 2018년 3월 26일 | 110       | 1.84                   |

## 방송
드라마에 대한 국외 권리는 넷플릭스가 획득했다.